# Амер, Гада
Гада Амер (Ghada Amer; род. 1963, Каир, Египет) — современная художница, известна благодаря эротическим картинам с использованием вышивки.

## Биография
Гада Амер родилась в Каире в 1963 году. В 1974 году её родители переехали во Францию. Училась в школе изящных искусств «Вилла Арсон» в Ницце, школе Музея изящных искусств в Бостоне и Институте изобразительных искусств в Париже. Сейчас живёт и работает в Нью-Йорке. Принимала участие во многих международных групповых выставках, в том числе — в Венецианской биеннале, Сиднейской биеннале, Биеннале Уитни.

## Творчество
Гада Амер известна благодаря эротической вышивке на холстах. Художница отвергает ограничения, регулирующие отношение женщин к их телам, отрицает феминистские теории первой волны. Посредством живописи, скульптуры, паблик-арта, Амер переворачивает с ног на голову традиционные понятия культурной самобытности, абстракции и религиозного фундаментализма.
Одна из самых ранних работ Амер — серия «Five Women at Work» (1991). В ней изображены женщины, занятые домашней работой — готовкой, уборкой, глажкой и заботой о детях. Отражая традиционные представления об этих действиях как чисто женских задачах, образы Амер напоминают иллюстрации из старых учебников или энциклопедии и подчеркивают усредненность и типичность как задачи, так и женщин, их выполняющих. Амер подчеркивает условность своих источников, вышивая контур изображения прямо на холсте, оставляя образы пустотелыми и похожими на трафарет. Вышивка и шитье, традиционно определяемые как «женские» техники и используемые художницами-феминистками с 1960-х как ироничный комментарий на «мужские» техники живописи и скульптуры (абстрактный экспрессионизм и монументальную скульптуру), стали с тех пор торговой маркой Амер.
В 1993 году Амер начала включать текст в свои холсты, выбирая определения и описания тем. Её работа «The Definition of Love according to the Petit Robert» (1993) демонстрирует именно то, что предлагает название: фрагмент из известного французского словаря, объясняющего смысл слова «любовь». Амер вышивает текст прямо на холсте, используя швейную машину. Часто меняя цвет нити, Амер придает работе неоднородный вид и подчеркивает пышные фактурные качества поверхности холста. Оборванные нити свисают с отдельных слов, спутываются, делая часть текста неразборчивым и придавая ему почти абстрактные качества.
В «Counseils de Beauté» (Beauty Tips, 1993) Амер иронично вышила несколько текстов, дающих стандартные рекомендации по поддержанию личной гигиены. Другого рода описания красоты, женственности и телесности нашли воплощение в творчестве Амер, когда она воспроизводит эротические истории и описания из западной канонической литературы и арабского культурного наследия. Например, работа «Encyclopedy of Pleasures» (2001) — серия обтянутых тканью коробок с вышитыми описаниями разновидностей человеческого эротизма из мусульманских средневековых манускриптов.
С середины 1990-х Амер стала включать более откровенные сексуальные образы в свои богатые текстурой холсты. Часто использует изображения женщин в сексуальных позах, скопированных из порнографических журналов, повторяя выбранный образ многократно на холсте. Этим она напоминает другую технику из истории вышивки, повторяющийся узор, который приводит к размыванию образа, приближая его к абстракции. В это же время Амер начала использовать краску на холстах, нанося её абстрактными пятнами или в виде потеков до начала вышивки. Применяя метод живописи, который был впервые представлен и канонизирован абстрактными экспрессионистами, и сочетая его с повторяющимися вышивкой порнографических изображений, Амер пришла к более открыто выраженной критике стереотипного поведения мужчины-художника.
Работы Амер исследуют темы любви, секса и скрытых желаний. В картинах последнего времени она изображает фантазии на тему любви и секса с использованием визуального языка сказок и глянцевых порнографических изображений. Сексуальные образы всегда напоминают мираж в работах художницы. Фигуры предлагают себя зрителю в откровенных позах, их гипнотическое повторение, разорванные линии и усеченные тела делают их плохо различимыми. Бесстыдная демонстрация тела становится призраком, появляющимся и исчезающим среди спутанных нитей. Зритель должен угадать образ, испытывая чувство радости и разочарования.
Две работы монументального размера — «The Big Black Kansas City Painting RFGA» (2005) и «Knotty But Nice» (2005) развивают тему визуальных отношений с мачизмом абстрактного экспрессионизма. На расстоянии работы Амер похожи на полотна абстрактного экспрессионизма, так как холсты часто содержат широкие мазки и потеки краски, но при ближайшем рассмотрении, деликатная вышивка проявляет себя.

### Barbie Loves Ken, Ken Loves Barbie
В своей известной работе «Barbie Loves Ken, Ken Loves Barbie» (1995) ставит под сомнение роль стереотипов. Художница сшила два комбинезона, один узнаваемо «женский», второй — «мужской». Костюмы покрыты вышитыми фразами «Барби любит Кена» и «Кен любит Барби». Эта знаменитая пара пробуждает воспоминания детства о мощной ролевой игре. Фантазия о совершенной Барби, встречающей привлекательного и романтичного Кена, становится стереотипной гетеросексуальной моделью, которую многие молодые девушки пытаются воссоздать в своей жизни. В данной работе есть только предположение об этих символических куклах, самих Барби и Кена нет. Это предполагает различные интерпретации: женщина или мужчина могут заполнить эти костюмы мечтами детства, или эти костюмы пусты потому, что люди отказались от ограниченности этих ролей. Несмотря на название работы, отсутствие женщины в костюме Барби и мужчины в костюме Кена, оставляет открытой возможность, что оба пола могут выбирать, какую одежду надеть.

### The Reign of Terror
В 2005 году Гада Амер посмотрела значение слова «террорист» в английском, арабском и французском словарях и обнаружила, что за исключением одной отсылки к Французской революции, слово «террорист» отсутствует в арабском словаре, который подчеркивает факт, что терроризм является западной концепцией. Результатом этого исследования стала инсталляция «The Reign of Terror» (2005): обои, покрытые различными определениями терроризма, которые, в зависимости от фона, местами разборчивы, а местами трудно различимы. Самым примечательным в «The Reign of Terror» является не само содержание, а способность художницы создать узор, который пародирует и раскрывает историческую хитрость.

## Персональные выставки
| - 2008 Love Has No End, Brooklyn Museum of Art, Бруклин - 2007 Another Spring, Kukje Gallery, Сеул - 2007 MACRO Museo d´Arte Contemporanea Roma, Рим - 2007 Francesca Minini, Милан - 2006 SM’s, Stedelijk Museum, Герцогенбуш - 2006 Breathe into me, Gagosian Gallery, Нью-Йорк - 2005 H&R Block Artspace at Kansas City Art Institute, Канзас | - 2005 The Reign of Terror, Davis Museum and Cultural Center, Wellesley College, Wellesley - 2004 Gagosian Gallery, Беверли-Хиллз - 2004 IVAM — Institut Valencià d’Art Modern, Валенсия - 2002 Reading Between the Threads — Bildmuseet, Умео - 2002 Gagosian Gallery, Лондон - 2002 Cinema Sounds Synergy — De Appel, Амстердам - 2002 Galerie Guy Bärtschi, Женева | - 2002 Stiftung Museum Kunst Palast, Дюссельдорф - 2001 Deitch Projects, Нью-Йорк - 2001 Pleasure — Contemporary Arts Museum Houston, Хьюстон - 2001 Recent Work — Rhona Hoffman Gallery, Чикаго - 2000 Kunst-Werke Berlin e.V. — KW Institute for Contemporary Art, Берлин - 2000 Deitch Projects, Нью-Йорк |

## Публичные коллекции
- Музей современного искусства Сере, Сере
- FRAC, Provence-Alpes-Côte d’Azur, Марсель
- Музей искусств Индианаполиса[8], Индианаполис
- Speed Art Museum, Луисвилл